# S с ретрофлексным крюком
Ʂ, ʂ (S с ретрофлексным крюком) — буква расширенной латиницы, символ МФА.

## Использование
Известно, что к 1921 году использовалась буква S с крюком слева (𝼩), являющаяся прототипом ʂ; в МФА официальным символом для обозначаемого ей звука на тот момент был ṣ. В нынешней форме была введена в МФА в 1927 году наряду с другими буквами с ретрофлексным крюком и с тех пор не менялась. На данный момент буква используется в МФА для обозначения глухого ретрофлексного сибилянта.
Также использовалась в ранней версии пиньиня, обозначала звук [ʂ] и была позже заменена на диграф sh.